# MEZZO -メゾ-
『MEZZO -メゾ-』（メゾ）は、2004年に放送されたテレビアニメ作品。本項では、2000年に発売された前作のアダルトアニメ『MEZZO FORTE』（メゾ・フォルテ）についても記述する。

## 概要
梅津泰臣のテレビアニメ初監督作品。アダルトアニメ『MEZZO FORTE』全2巻の続編として製作され、独立UHF局およびキッズステーションにて放送された。放送期間は2004年1月4日から同年3月29日まで（テレビ神奈川での場合）で、全13話。アダルトアニメの続編が一般作品として地上波で放送されたのは、アニメ史上初である。なお、梅津が作画監督まで担当した第1話を除いて第2話以降の話はすべて別スタッフが作画監督を担当しているため、梅津の絵柄の統一性や再現性には欠ける面がある。また、本作の第4話と第5話は世界観だけでなく内容も前作と密接しているため、この2話分の全容を理解するには前作を視聴する必要がある。
前作は濡れ場が無くても物語が成立する構成となっており、2004年7月23日には濡れ場を削除してR-15指定相当に再構成した、『MEZZO FORTE International Version』がDVD/VHSで発売された。DVDには全米で発売されたインターナショナルバージョンと、梅津が再編集してオーディオコメンタリーが付いたディレクターズバージョンを同時収録し、VHSには前者のみを収録した。ディレクターズバージョンは2007年11月25日にAT-Xにてテレビ放送された。
2015年4月24日には、本作と同じく梅津の監督作品『A KITE』の実写版『カイト/KITE』の公開を記念して『MEZZO FORTE』全2巻を1パッケージに収録した廉価版『MEZZO FORTE Special Edition』がBD/DVDで発売。同年4月3日発売の『A KITE Special Edition』と同じく、陰部のモザイク処理は極小モザイクにリニューアルされている。

## あらすじ

### MEZZO FORTE
現代からそう遠くない未来。街には人型のロボットが実用化され、治安は犯罪率の上昇とそれに反比例しての検挙率の低下により混沌とした世の中。そこに、合法非合法を問わず危険な仕事の代行を生業とする危険代行業DSA（DANGER SERVICE AGENCY、略してディーエスエー）の3人、紅一点でカンフーと銃の扱いはピカイチの鈴木海空来、元警察官で麺が大好物の黒川健一、ファンキーな容姿ながら腕の立つエンジニアの原田智久がいる。
彼らは多額の報酬と引き換えに、プロ野球球団・ピーチツイスターズのオーナーで桃井グループのトップ・桃井桃吉の誘拐を引き受けた結果、桃井の跡取り娘で血を見ることと殺人行為が大好きなサイコ女・桃井桃実に追い回される結果となった。
なお、『A KITE』から主人公・砂羽と彼女の好敵手・音不利に殺された警察官が一瞬ゲストキャラクターとして登場するが、作品間には何の繋がりもない。

### MEZZO -メゾ-
桃井グループの一件からしばらく経って事務所は元通りとなったが、DSAの請ける仕事は人間様同士のドンパチだけでなく、実は幽霊からの依頼であったり、結果的に宇宙人の魔の手から地球の危機を守ることとなったりと、以前にも増して一筋縄では行かない仕事ばかりとなった。黒川の「命を落としかねない依頼だけは請けない」というポリシーなどもはや紙屑同然であり、彼の命を付け狙う殺し屋・魚眼の和外などの存在もあって3人の命は風前の灯一歩手前の、紙切れ1枚首の皮1枚の綱渡りな日々が続く。
この物語はDSAの活躍と、ある出来事がきっかけで海空来に憧れるようになった小学生・五十嵐あさみの成長を描く物語である。

## 制作

### MEZZO FORTE（制作）
梅津は製作元であるグリーンバニーによるインタビューで、「（キャラクターの設定が凝っている）原田をデザインした時は思ったほど原画にするのは難しくなかったが、動画担当者を苦労させてしまった。僕は、ごちゃごちゃした顔をしていて線の違いで顔つきが大きく変わってしまう桃吉に苦労させられた」と振り返っている。また、海空来と桃美以外の女性を登場させなかった理由について、「綺麗なキャラクターばかりたくさん置くのは好ましくないし、同年代のキャラクターばかりを並べても話に深みが出ない。様々な価値観を持った人たちを主人公の周りに配置してすることにより、話に深みが出て、主人公の生き方にも焦点があてられると僕は考えている。」と述べている。キャラクターの魅力についても、「DSAの面々は社会から疎外された存在ではあるが、自分たちが悪いことをしているという自覚を持ちつつも信念をもって一生懸命生きており、事務所の汚さもその表れではある。僕自身も、仲間たちと一緒に、ぎりぎりの状態で非合法活動をしながらもどこか開放的なところをもつ共同体にあこがれを持っているので、それが作品に反映されているのではないか。」と述べている。
各キャラクターにはそれぞれ履歴が存在しており、裏設定の数々は美術に反映されている。

### MEZZO -メゾ-（制作）
梅津はDVD化の記者会見でOVAとテレビアニメの違いについて、「規制が厳しいことは理解していたが、頭を押さえつけられた形で作品を作らざるを得ないときもあり、前作のような過激な性描写とガンアクションのバランスをとるのにも苦労した」と振り返っている。
DVD版ではテレビ放送時にはできなかった描写などが追加・修正されており、オープニングのテンポや演出もテレビ放送版とは若干異なる仕上がりになっている。
梅津はメインキャラクターの1人である黒川健一役に広川太一郎を採用した理由について、「幼少のころから大好きだった役者で、自分の作品にぜひ出てほしいと考えていた」と述べている。また、梅津は続編を構想しており、海空来が最終話で見る予知夢にそれへの伏線も盛り込んでいたが、2008年3月3日に死去した広川への深い敬意から、続編は限りなく不可能になったと自身のブログで発言している。

## 登場人物
声優名は『MEZZO -メゾ-』でのもの。『MEZZO FORTE』では非公表。

### DSA
鈴木 海空来（すずき みくら）
声 - 小谷朋子
DSAの紅一点。ブルース・リーをこよなく愛し、少林拳の達人であり銃の腕前は一流と、かなり強い少女。一見、子供っぽく無愛想で警戒心が強いが、それとは裏腹に人一倍の寂しがり屋で、優しく思いやりがある。カラオケの十八番は竹内まりやの『明日の私』。
桃井桃吉が12番目の愛人に産ませた娘であるが、幼少時に失踪した母親には出生の事実を知らされないまま自分も出奔し、孤独に育った。その生い立ちから自立心を始めとした精神的な強さを求める傾向が強く、他人にもそれを求める傾向が強い。変化と成長を求めるあさみにはそれが良い影響を与えたが、旧友の桜田桜にはそれが伝わらなかった。その後、本編の3年前に街でチンピラとの衝突中に公務執行妨害で逮捕され、留置場で黒川と出会ったことからDSAの設立に携わることになる。愛銃はコルトガバメント。意思とは無関係の、未来予知能力を持つ。『MEZZO -メゾ-』と『MEZZO FORTE』では瞳の色が違う。
『MEZZO FORTE』1巻では黒川と原田、2巻では桃実の手下2人にレイプされる場面があるが、前者は夢オチで後者はラブロイドと入れ替わっていた。黒川に密かな想いを寄せていたらしく、淫夢の前半で彼に抱かれたことにまんざらでもない一面も覗かせていた。
黒川 健一（くろかわ けんいち）
声 - 広川太一郎
元警視庁刑事部捜査第一課の刑事。ある事件で懲戒免職にさせられた腹いせに警察内部の実情を暴露本にして出版し、マスコミの話題になったその本の印税でDSAを立ち上げた。警察は暴露本第2弾の発刊を恐れ、対等な関係にならざるを得ない。愛銃はCz75だが、現役時代の後遺症で当時のようには動けないため、海空来と原田が肉体仕事を引き受けている。違法な依頼が多いが、命を落としかねない危険な仕事は絶対に受けないのがポリシーであり、その判断がいつも海空来と衝突している。
「ヌードル黒川」というあだ名をつけられるほど、麺類を好む。いつもおやじギャグを言い、薄くなってきた頭髪を気にしている。カラオケの十八番は沢田研二の『時の過ぎゆくままに』。
原田 智久（はらだ ともひさ）
声 - 山崎たくみ
DSAの科学技術要員。見た目はファンキーながら頭脳明晰で、科学技術のエンジニアとしての実力は一級品。得意分野はラブロイド（愛玩用アンドロイドの一種。いわゆるセクサロイドに相当し、「エロロイド」とも呼ばれる）製作をはじめとしたハードウェア全般だが、ソフトウェアにもある程度は精通している。海空来ほどではないものの、格闘もこなす。
一度はグレかかって闇エンジニアの道を進むことになるが、その腕のせいで逮捕され、黒川と出会ったことから、DSAの設立に携わることになる。愛銃はグロックM17（資料によっては26）。
好きな女の子には積極的にアプローチするタイプだが、海空来に思いを寄せつつも言い出せないシャイな部分も持ち、それとなくモーションをかけるも相手にされない。また、大の猫好きでもある。カラオケの十八番はスティングの『見つめていたい』と佐野元春の『SOMEDAY』。
トーマス・エジソンを尊敬しており、『MEZZO FORTE』Vol.1では、エジソンの格言の書かれたものを部屋の中に飾っている。
『MEZZO FORTE』Vol.1の作業場には小学校時代の恩師の写真が飾られており、童貞をささげた相手でもある。
海空来の予知能力は信じている様だが、基本的にオカルトには否定的であり、何度も幽霊や超能力といった超常現象に遭遇してもその姿勢を変えなかった。
五十嵐 あさみ（いがらし あさみ）
声 - 松来未祐
『MEZZO -メゾ-』に登場。小学6年の12歳でいじめられっ子。勉強はそこそこだが、運動神経はゼロで「グズトロ」と蔑視されている。両親には仕事の多忙を理由に構ってもらえない上、前述の理由から学級でも友達は少なく、仲間外れにされている。劣等感とあきらめの毎日だったが、廃ビルで級友にカツアゲされたある日に偶然、DSAとブラックシザースの戦闘に巻き込まれ、海空来の一挙手一投足に魅了される。海空来に憧れて彼女を師匠と崇め、日々事務所を訪れるようになった。DSAの危機を救ったり、彼らに仕事を持ってきたりと次第に馴染む様になる。
事務所では原田に全く気付かれないものの彼に恋心を抱くようになる。作中終盤では海空来からカンフーを習い、不意打ちとはいえ、麦ちゃんを倒し、彼に捕らわれた海空来を助けるまでに成長する。

### ブラックシザース
魚眼の和外（ぎょがんのかずと）
声 - 宮崎一成
『MEZZO -メゾ-』に登場。本名不明の殺し屋で、死んだ魚のような目をしていることから魚眼の和外という異名がつけられた。殺人術は超一流の上、ルックスも美男子だが、服には無頓着で容姿には自己嫌悪を抱いている。ターゲットに応じて、ライフルから針まで殺しの道具を使い分ける。仕事はウォークマンで沢田研二の『時の過ぎゆくままに』をBGMに、淡々とこなす。
両親から溺愛されて育ったが、10歳の時に歪んだ愛情のもつれから父と母が対立し、殺し合いの末に母親を亡くす。死体も含め証拠を隠滅、警察も立証出来ず不起訴になる。やがて、その父親も過失（和外が擬装）で死亡。その後、麦ちゃんに拾われて育てられたという経緯を持つ。
麦山の依頼で黒川の暗殺に来たが、偶然出会った海空来に恋をした事で最終的に仕事よりも自分の想いに従う事とにした。
ハサミの麦ちゃん
声 - 長島雄一
『MEZZO -メゾ-』に登場。本名は麦山 千代奇（むぎやま ちよき）。表向きはDSAの事務所のある雑居ビルの1階で「麦屋」という床屋の経営者だが、正体は非合法活動のスペシャリスト集団「ブラックシザース」の代表者。DSAとは仕事の関係から争いになることが多いが、時には仕事を依頼してきたりと、仲は良いとも悪いとも言えない。海空来から「チョキチョキマッチョ」と呼ばれている。

### 桃井グループ
桃井 桃吉（ももい ももきち）
声 - 飯塚昭三
『MEZZO FORTE』に登場。桃井グループの総帥で、ドーム球場を持つプロ野球球団を経営するほどの財力を持っている。でっぷりと肥えた青白い身体に、冷酷無比かつ短気な性格を併せ持つ。女遊びの方も派手に行っており、10人以上いた愛人には個別に子供を産ませており、海空来もそのうちの1人であった。
DSAに眠らされて袋詰めで拉致される途中、ボウリング場の天井裏から転落死した。死体はDSAにより、自らのドーム球場のピッチャーマウンド内へと埋められた。
桃井 桃実（ももい ももみ）
声 - 石塚理恵
『MEZZO FORTE』に登場。桃吉の跡取り娘。父親以上に血を見ることと殺人行為を好んでおり、7歳の時に初の殺人を犯して以降、桃井グループの財力を用いて犯罪のもみ消しを繰り返してきた。海空来とは異母姉妹に当たる上、彼女と同様の未来予知能力まで持っていた。海空来の事を彼女の服装から「オレンジ女」と呼ぶ。
海空来と激しい銃撃戦を展開した末に銃弾を受けて死亡するが、彼女との血縁関係には予知夢によって察していたが、彼女に対する敵愾心から否定的だった。なお、『禁書』という宗教書を愛読しており、「来世じゃ必ずぶっ殺してやる」という最期の言葉からも、独自の宗教観を持っていたことがうかがえる。『MEZZO -メゾ-』には桜の回想シーンで登場する。
広岡（ひろおか）
声 - 若本規夫
『MEZZO FORTE』に登場。名前は不明。桃井親子の厚い信頼を受ける側近にしてボディーガード兼殺し屋であり、同作における真の黒幕でもある。老殺し屋を装い、DSAへの依頼を通じて自らの手を汚さず桃井親子を抹殺することで組織の乗っ取りを目論むが、最後は原田の製作した桃吉そっくり（桃実にも見抜かれないほど精工）なアンドロイドの爆発に巻き込まれ、爆死。死体は皮肉にも、桃吉の死体が埋められたドーム球場のピッチャーマウンド上へと落下した。
桜田 桜（さくらだ さくら）
声 - 長沢美樹
『MEZZO -メゾ-』に登場。3年前まで海空来と共に行動していた少女で、海空来と別れてからは桃実の愛人となっていた。他人に対する依存心が強く、桃実の怨み以外にも海空来に対する依存心からくる逆恨みも抱えている。桃実の死後、偶然を装って海空来と再会し、桃実の敵討ちを果たすべく付け狙うが、ことごとく失敗。海空来に自身が調べた彼女の出生を教えた。最期は自らの胸にナイフを突き刺し、自分の弱さを自嘲し、桃実の幻を見ながら、原田が落としたアンドロイドの爆発に巻き込まれ、短い生涯に幕を下ろす。元々海空来を殺してから自らの命も断つ心算だったらしく、彼女に対する友情も持ち合わせていた様である。

### その他の人物
尾真張 三造（おまわり さんぞう）
声 - 辻親八
『MEZZO -メゾ-』に登場。黒川が刑事時代に属していた所轄の署長。頬に左右二本、合計四本の太い髭を生やしている事から麦ちゃん曰く「アザラシ顔」。暴露本には尾真張についても書かれていたらしく、続編の執筆を恐れて対等の関係にならざるを得ない。物語終盤には和外を使って黒川の暗殺を図るが、綾との関係を黒川に公表されて綾のファンから袋叩きにされて失脚し、麦ちゃんに粛清された。『MEZZO FORTE』にも一瞬登場しており、その時点ではゲイだったことが示唆されている。
可奈子（かなこ）
声 - 福圓美里
『MEZZO -メゾ-』に登場。あさみをいじめる過激ないじめっ子の1人で、オデコが広い方。あさみを奴隷としてしか見ていない。DSAとブラックシザースの戦いに巻き込まれた際には、怯えて逃走した。最終話でDSAとの交流で成長したあさみをカツアゲするも返り討ちにされる。
真央（まお）
声 - 赤木美絵
『MEZZO -メゾ-』に登場。あさみをいじめる過激ないじめっ子の1人で、髪に隠れてオデコが見えない方。関西弁をしゃべる。DSAとブラックシザースの戦いに巻き込まれた際には、可奈子と同様に怯えて逃走した。
長谷川 愛子（はせがわ あいこ）
声 - 能登麻美子
『MEZZO -メゾ-』に登場。テレビのお天気情報キャスターで、黒川が大ファン。延々と降り止まない雨が続いたある日に身元不明の男・玲音（声 - 加瀬康之）を助けたことからDSAへ仕事を依頼するが、そのために彼ら共々謎の男・Mr.マジシャン（声 - 梅津秀行）から狙われることとなる。
朝倉 麻否（あさくら まのん） / M-ANON9993
声 - 野田順子
『MEZZO -メゾ-』に登場。技術業界のトップを行くアサクラ技研の現社長で、性格は冷徹無比。高校時代は原田と同じ学校に通っているなど、彼とは深い関わりを持っていた。M-ANON9993は、朝倉を元に作られたラブロイドの試作品。原田の純情を利用する麻否によって週末にデートと称した運用テストへ駆り出され、データ収集に当たっていた。
麻碑斗（まひと）
声 - 石田彰
『MEZZO -メゾ-』に登場。本名は音川 ひろし（おとかわひろし）。一見好青年に見えるが、本性はナルシシズム溢れる連続殺人犯であり、ピエロの姿を装いながら、どちらが先に処刑するかをゲームと称して殺人を犯す残忍な人物。自殺志願者ではあるが、本人はただ自殺するのでは面白くなく、誰かに殺してほしいと語っている。
ある夜に任務中の海空来を見かけ、彼女を付け狙うようになる。DSAに依頼人を装って現れ、ボディガードを海空来に指名した後、自分の死を偽装して彼女を廃墟の一室へと誘い込み、海空来の不意を突いて首にロープを括る。海空来の銃弾はしけっていて不発だったため、逆に麻碑斗は彼女を首吊りのように絞殺しようとするが、駆けつけた黒川と原田に阻止され、最後は海空来に殴り倒された。
綾（あや）
声 - 笹本優子
『MEZZO -メゾ-』に登場。本名は不明。人気絶頂のグラビアアイドル。2年前から尾真張とは個人的に親密な関係にあるが、物語終盤にはサイン会の最中に彼との関係を巨大スクリーンで黒川に公表され、失脚した。尾真張の娘とは友人。
悪堂（あくどう）
声 - 二又一成
『MEZZO -メゾ-』に登場。本名は不明。金の為ならば人殺しもする悪徳刑事であり、部下の小瀬 せこ彦（声 - 藤原泰浩）と共に尾真張に呼ばれる。部下想いな一面もあり、小瀬が海空来と黒川に射殺された後、小瀬の復讐の為に二人と対決する。海空来の攻撃を受け止めて投げ飛ばす程の力を見せたが、最後は海空来に射殺される。

## スタッフ
MEZZO FORTE
- 原作・監督・脚本・キャラクターデザイン・作画監督 - 梅津泰臣
- スーパーバイザー - Dr.POCHI
- 演出 - 小唐子紋次郎
- 音楽 - 修羅徹
- プロデューサー - 雅太郎、越中おさむ
- 制作 - アームス
- 製作 - グリーンバニー

MEZZO -メゾ-
- 原作・総監督・キャラクターデザイン - 梅津泰臣
- スーパーバイザー - Dr.POCHI
- シリーズ構成 - 吉岡たかを
- メカデザイン - 翔丸
- 美術デザイン - 才谷屋
- 美術ボード - 伊藤聖（第2・4・6・9・12話）
- 美術監督 - 伊藤聖（第1・3・5・7-8・10-11・13話）、朴明植（第2・4・6・9・12話）
- 美術監督補佐 - 朱奇（第1・3・5・7-8・10-11・13話）
- 色彩設定 - 北沢希実子
- 撮影監督 - 白井久男
- 編集 - 瀬山武司
- 音響監督 - 本田保則
- 音楽 - 安田芙充花
- プロデューサー - 松井智、楠原真理子、吉田剛、越中おさむ
- エグゼクティブプロデューサー - 鈴木怪男
- 制作 - アームス
- 製作 - 『MEZZO』製作委員会（ハピネット・ピクチャーズ、松竹、ぴえろ、メモリーテック、アームス）

## 主題歌
オープニング「スキマミマイタイ」
作詞・作曲 - アイ / 歌・演奏 - BARNABYS（ショーコ、アイ、ミヨ）
エンディング「蜜」
作詞 - アイ / 作曲 - アイ、ショーコ / 歌・演奏 - BARNABYS（ショーコ、アイ、ミヨ）

## 各話リスト
| 話数 | タイトル   | 脚本                | 絵コンテ                         | 演出              | 作画監督 （メカ作画監督）          |
| ---- | ---------- | ------------------- | -------------------------------- | ----------------- | ---------------------------------- |
| 1    | 恋の殻     | 梅津泰臣            | 梅津泰臣                         | 梅津泰臣 草川啓造 | 梅津泰臣                           |
| 2    | 星の殻     | 梅津泰臣            | 大畑晃一 梅津泰臣                | ふくもとかん      | 武藤技闇 嶋田俊彦 Yang Kwang seock |
| 3    | 恐の殻     | 吉岡たかを          | 近藤隆史                         | 近藤隆史          | しまだひであき （岡戸治外）        |
| 4    | 嘘の殻POSI | 吉岡たかを          | 大畑晃一                         | 新田義方          | 柳瀬雄之                           |
| 5    | 嘘の殻NEGA | 吉岡たかを          | 大畑晃一                         | 新田義方          | 小原充                             |
| 6    | 憶の殻     | 吉岡たかを          | 金澤勝眞                         | 大西景介          | 飯飼一幸                           |
| 7    | 哀の殻     | 吉岡たかを          | 近藤隆史                         | 中川聡            | しまだひであき                     |
| 8    | 想の殻     | 吉岡たかを 影山楙倫 | 杜野幼青                         | 渡辺純央          | はっとりますみ 井上哲              |
| 9    | 夢の殻     | 吉岡たかを          | しまづ聡行                       | 嵯峨敏            | 柳瀬雄之 塚本知代美                |
| 10   | 呪の殻     | 吉岡たかを          | 田中孝弘                         | 草川啓造          | 嶋田俊彦 Yang Kwang seock          |
| 11   | 幻の殻     | 吉岡たかを          | 大西景介                         | 大西景介          | 服部憲知                           |
| 12   | 因の殻     | 吉岡たかを          | 近藤隆史                         | 近藤隆史          | しまだひであき （岡戸治外）        |
| 13   | 壊の殻     | 吉岡たかを          | ふくもとかん しまづ聡行 武藤技闇 | 梅津泰臣          | 岡野秀彦 武藤技闇                  |

## 映像ソフト
- 「MEZZO FORTE」vol.1 DVD 2000年5月25日発売
- 「MEZZO FORTE」vol.2 DVD 2001年6月25日発売
- 「MEZZO FORTE International Version 」DVD 2004年7月23日発売
- 「MEZZO FORTE Special Edition 」DVD 2015年4月24日発売

- 「MEZZO -メゾ- ACTION.1」初回生産限定版 DVD 2004年5月28発売
- 「MEZZO -メゾ- ACTION.1」通常版 DVD 2004年5月28発売
- 「MEZZO -メゾ- ACTION.2」 DVD 2004年6月25発売
- 「MEZZO -メゾ- ACTION.3」 DVD 2004年7月23発売
- 「MEZZO -メゾ- ACTION.4」 DVD 2004年8月27発売
- 「MEZZO -メゾ- ACTION.5」 DVD 2004年9月24発売
- 「MEZZO -メゾ- ACTION.6」 DVD 2004年10月22発売
- 「MEZZO -メゾ- ACTION.7」 DVD 2004年11月26発売